# Strażnica WOP Urad
Strażnica WOP Urad – podstawowy pododdział graniczny Wojsk Ochrony Pogranicza pełniący służbę ochronną na granicy polsko-niemieckiej.

## Formowanie i zmiany organizacyjne
Strażnica została sformowana w 1945 w strukturze 8 komendy odcinka Cybinka jako 40 strażnica WOP (Aurith). Kierownictwo strażnicy stanowili: komendant strażnicy, zastępca komendanta do spraw polityczno-wychowawczych i zastępca do spraw zwiadu. Strażnica składała się z dwóch drużyn strzeleckich, drużyny fizylierów, drużyny łączności i gospodarczej. Etat przewidywał także instruktora do tresury psów służbowych oraz instruktora sanitarnego. 
Od 15 marca 1954 wprowadzono nową numerację strażnic, a strażnica WOP Urad III kategorii otrzymała nr 42. 
W 1956 rozpoczęto numerowanie strażnic na poziomie brygady. Strażnica Urad II kategorii była 15. w 9 Brygadzie Wojsk Ochrony Pogranicza.
W 1964 strażnica WOP nr 6 Urad uzyskała status strażnicy lądowej i zaliczona została do III kategorii. Kilka miesięcy później przeformowano strażnicę lądową WOP Urad III kategorii na strażnicę rzeczną kategorii I.
Strażnica w latach 60. podlegała dowódcy 93 batalionu WOP. Rozwiązana została w latach 60. XX w.. W 1976 przeorganizowana na strażnicę szkolną.

## Ochrona granicy
W 1960 7 strażnica WOP Urad III kategorii ochraniała odcinek granicy państwowej o długości 7500 m od znaku granicznego 468 do zn. gr. 458.

## Dowódcy strażnicy
- ppor. Mieczysław Malara (28.11.1945 –?)
- ppor. Józef Niedziela (1.04.1946–28.12.1946)[b]
- chor. Stefan Doliński (1947–?)
- por. Zygmunt Piatczyc (?–1948)
- chor. Stefan Dolski (1948–?)
- sierż. Bernard Szwedowski (?–1952)
- chor. Stanisław Grzywacz (1952–1953)
- por. Jan Gałązka (1953–1958)
- por. Wacław Bakowski (1958–1961)
- por. Jan Miękisiak (1962–1963)
- kpt. Henryk Cieśla (1963–?)
- kpt. Wiesław Owczarek (5.10.1972–?)
- kpt. Eugeniusz Fiałkowski (dowódca strażnicy szkolnej od 1976–)

Poniżej wykaz dowódców strażnicy podano za Józef Ostrowski: Lubuska Brygada Wojsk Ochrony Pogranicza 1945-1989. Ludzie - wydarzenia. s. 5 i 19.
- por. Mieczysław Malara
- por. Józef Niedziela
- ppor. Teodor Panil
- ppor. Piatczyc
- chor. Stefan Dolski
- kpt. Wiesław Owczarek